# Grec arcadoxipriota

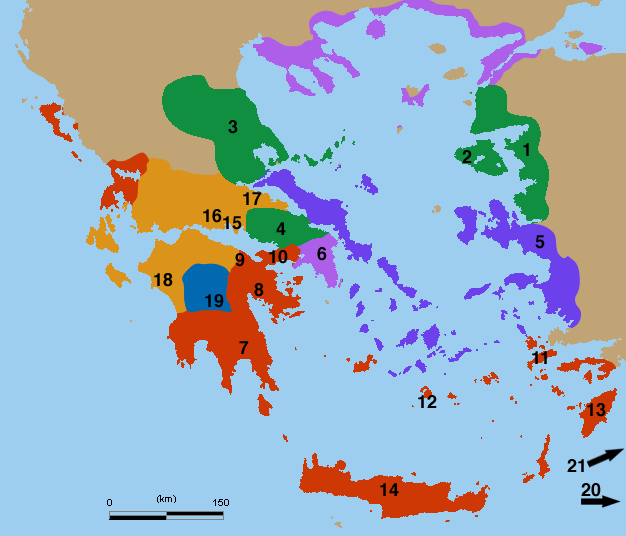
En blau, subdialecte arcadià
Fora de mapa:
20: xipriota
21: pamfilià

L'arcadoxipriota (o aqueu meridional) va ser un dialecte del grec antic parlat a l'Arcàdia (al Peloponès central) i a Xipre aproximadament entre els segles VII aC i IV aC. Descendia directament del grec micènic i es va parlar a les zones on es va retraure la població micènica després de la invasió dòrica. Els micènics havien colonitzat Xipre cap al 1100 aC; abans que es produís la invasió dels doris, alguns habitants d'Arcàdia ja s'havien instal·lat a Xipre a les colònies que els seus avantpassats havien establert, i sens dubte també a Pamfília, on es parlava un dialecte semblant.
Se'n té coneixença només a partir d'inscripcions. Era un dialecte que no va presentar innovacions i no va tenir manifestacions literàries, i a Xipre es va escriure amb el sil·labari xipriota, molt arcaic, fins al segle iii aC.
Va mantenir moltes característiques del micènic que es van perdre en altres dialectes clàssics (com el jònic o l'àtic), com ara el so /w/, que s'escrivia amb la lletra arcaica digamma Ϝ. Per altra banda, la lletra arcaica san Ϻ es va mantenir en ús només a Arcàdia fins al segle vi aC.